# Campeonato Mundial de Triatlón por Relevos Mixtos
El Campeonato Mundial de Triatlón por Relevos Mixtos es una competición internacional de triatlón organizada anualmente por la Unión Internacional de Triatlón (ITU) desde el año 2009. La carrera se celebra dentro de una de las etapas de las Series Mundiales de Triatlón.
Los relevos consisten de dos mujeres y dos hombres que participan intercalados, primero una mujer y después un hombre, y que disputan cada uno un minitriatlón (300 m de natación, 7 km de ciclismo y 1,7 km de carrera a pie).
Anteriormente la ITU organizaba un Campeonato Mundial de Triatlón por Relevos, que se realizó en tres ocasiones entre los años 2003 y 2007.

## Ediciones
| Núm  | Año  | Sede                              | Oro                                                                          | Plata                                                                         | Bronce                                                                                 |
| ---- | ---- | --------------------------------- | ---------------------------------------------------------------------------- | ----------------------------------------------------------------------------- | -------------------------------------------------------------------------------------- |
| I    | 2009 | West Des Moines ( Estados Unidos) | Suiza · Magali Messmer · Ruedi Wild · Daniela Ryf · Lukas Salvisberg         | Australia Emma Moffatt Courtney Atkinson Emma Snowsill Brad Kahlefeldt        | Canadá · Lauren Groves · Brent McMahon · Kathy Tremblay · Simon Whitfield              |
| II   | 2010 | Lausana · ( Suiza)                | Suiza · Daniela Ryf · Ruedi Wild · Nicola Spirig · Sven Riederer             | Francia Jessica Harrison Frédéric Belaubre Carole Péon David Hauss            | Nueva Zelanda Kate McIlroy Tony Dodds Nicky Samuels Ryan Sissons                       |
| III  | 2011 | Lausana · ( Suiza)                | Reino Unido Jodie Stimpson Jonathan Brownlee Helen Jenkins Alistair Brownlee | Suiza · Melanie Hauss · Ruedi Wild · Nicola Spirig · Sven Riederer            | Alemania · Anja Dittmer · Maik Petzold · Svenja Bazlen · Steffen Justus                |
| IV   | 2012 | Estocolmo · ( Suecia)             | Reino Unido Victoria Holland William Clarke Non Stanford Jonathan Brownlee   | Francia Jessica Harrison Tony Moulai Carole Péon Vincent Luis                 | Rusia · Irina Abysova · Dmitri Polianski · Alexandra Razarionova · Alexandr Briujankov |
| V    | 2013 | Hamburgo · ( Alemania)            | Alemania · Anja Knapp · Jan Frodeno · Anne Haug · Franz Löschke              | Nueva Zelanda Andrea Hewitt Tony Dodds Kate McIlroy Ryan Sissons              | Estados Unidos Sarah True Ben Kanute Gwen Jorgensen Cameron Dye                        |
| VI   | 2014 | Hamburgo · ( Alemania)            | Reino Unido Lucy Hall Jonathan Brownlee Victoria Holland Alistair Brownlee   | Francia Cassandre Beaugrand Dorian Coninx Audrey Merle Vincent Luis           | Hungría · Zsófia Kovács · Tamás Tóth · Margit Vanek · Ákos Vanek                       |
| VII  | 2015 | Hamburgo · ( Alemania)            | Francia Jeanne Lehair Dorian Coninx Audrey Merle Vincent Luis                | Australia Gillian Backhouse Aaron Royle Emma Jackson Ryan Bailie              | Reino Unido Victoria Holland Gordon Benson Non Stanford Mark Buckingham                |
| VIII | 2016 | Hamburgo · ( Alemania)            | Estados Unidos Gwen Jorgensen Ben Kanute Kirsten Kasper Joe Maloy            | Australia Charlotte McShane Jacob Birtwhistle Emma Jackson Ryan Bailie        | Alemania · Laura Lindemann · Jonathan Zipf · Hanna Philippin · Gregor Buchholz         |
| IX   | 2017 | Hamburgo · ( Alemania)            | Australia Charlotte McShane Matthew Hauser Ashleigh Gentle Jacob Birtwhistle | Estados Unidos Kirsten Kasper Ben Kanute Katie Zaferes Matthew McElroy        | Países Bajos · Maaike Caelers · Marco van der Stel · Rachel Klamer · Jorik van Egdom   |
| X    | 2018 | Hamburgo · ( Alemania)            | Francia Léonie Périault Dorian Coninx Cassandre Beaugrand Vincent Luis       | Australia Natalie Van Coevorden Aaron Royle Ashleigh Gentle Jacob Birtwhistle | Estados Unidos Kirsten Kasper Ben Kanute Katie Zaferes Kevin McDowell                  |
| XI   | 2019 | Hamburgo · ( Alemania)            | Francia Emilie Morier Léo Bergere Cassandre Beaugrand Vincent Luis           | Alemania · Laura Lindemann · Valentin Wernz · Nina Eim · Justus Nieschlag     | Australia Natalie Van Coevorden Aaron Royle Emma Jeffcoat Jacob Birtwhistle            |
| XII  | 2020 | Hamburgo · ( Alemania)            | Francia Léonie Périault Léo Bergere Cassandre Beaugrand Dorian Coninx        | Estados Unidos Taylor Spivey Kevin McDowell Katie Zaferes Morgan Pearson      | Reino Unido Georgia Taylor-Brown Barclay Izzard Jessica Learmonth Alex Yee             |
| XIII | 2021 | Bermudas                          | Cancelado                                                                    | Cancelado                                                                     | Cancelado                                                                              |
| XIV  | 2022 | Montreal · ( Canadá)              | Francia Vincent Luis Pierre Le Corre Cassandre Beaugrand Emma Lombardi       | Reino Unido Georgia Taylor-Brown Sophie Coldwell Samuel Dickinson Alex Yee    | Estados Unidos Kevin McDowell Seth Rider Taylor Spivey Summer Rappaport                |
| XV   | 2023 | Hamburgo · ( Alemania)            | Alemania · Tim Hellwig · Annika Koch · Simon Henseleit · Laura Lindemann     | Nueva Zelanda Hayden Wilde Ainsley Thorpe Tayler Reid Nicole van der Kaay     | Suiza · Max Studer · Julie Derron · Sylvain Fridelance · Cathia Schär                  |
| XVI  | 2024 | Hamburgo · ( Alemania)            | Alemania · Henry Graf · Lisa Tertsch · Lasse Lührs · Annika Koch             | Suiza · Max Studer · Julie Derron · Simon Westermann · Cathia Schär           | Nueva Zelanda Tayler Reid Ainsley Thorpe Dylan McCullough Nicole van der Kaay          |
| XVII | 2025 | Hamburgo · ( Alemania)            | Australia Sophie Linn Luke Willian Emma Jeffcoat Matthew Hauser              | Francia Léonie Périault Yanis Seguin Cassandre Beaugrand Dorian Coninx        | Alemania · Lisa Tertsch · Lasse Priester · Tanja Neubert · Henry Graf                  |

## Medallero histórico
- Actualizado a Hamburgo 2025.

| Núm. | País           | Oro | Plata | Bronce | Total |
| ---- | -------------- | --- | ----- | ------ | ----- |
| 1    | Francia        | 5   | 4     | 0      | 9     |
| 2    | Alemania       | 3   | 1     | 3      | 7     |
| 3    | Reino Unido    | 3   | 1     | 2      | 6     |
| 4    | Australia      | 2   | 4     | 1      | 7     |
| 5    | Suiza          | 2   | 2     | 1      | 5     |
| 6    | Estados Unidos | 1   | 2     | 3      | 6     |
| 7    | Nueva Zelanda  | 0   | 2     | 2      | 4     |
| 8    | Canadá         | 0   | 0     | 1      | 1     |
| 8    | Hungría        | 0   | 0     | 1      | 1     |
| 8    | Países Bajos   | 0   | 0     | 1      | 1     |
| 8    | Rusia          | 0   | 0     | 1      | 1     |
|      | TOTAL          | 16  | 16    | 16     | 48    |